# Deutsche Dreiband-Meisterschaft 1948

Veranstaltungsort: Solingen

Die Deutsche Dreiband-Meisterschaft 1948 (DDM) war die 16. Ausgabe dieser Turnierserie und fand vom 19. bis 22. Februar in Solingen, Nordrhein-Westfalen statt.

## Geschichte
Wie schon im Vorjahr wurde die DDM erneut in Solingen ausgetragen, die Stadt war damit schon dreimal Gastgeber dieses Turniers. Sieger war erneut der Titelverteidiger August Tiedtke, der sich ohne Matchverlust seinen siebten Titel sicherte und zum dritten Mal einen besten Einzeldurchschnitt (BED) über 1,000 spielte (1,086, es war der Vierte insgesamt bei der DDM). Er sicherte sich ebenfalls die Bestleistung im Generaldurchschnitt (GD) und die der Höchstserie (HS), die er sich aber mit Kurt Hartkopf teilte. Augusts jüngerer Bruder Gert kam bei seiner zweiten DDM-Teilnahme diesmal auf keinen Medaillenplatz, er musste sich im Endklassement mit dem undankbaren vierten Platz abfinden. Bis 1952 war dies seine vorläufig letzte Teilnahme. Kurt Hartkopf kam bei Punktegleichstand mit Willy Willems aufgrund des besseren GD auf den zweiten Platz. Der amtierende Vizemeister, Ernst Halbach, erreichte nur den fünften Platz.  Siegfried Spielmann konnte keines seiner Spiele gewinnen und landete sieglos auf dem letzten Rang.

## Modus
Es spielte „Jeder gegen Jeden“ (Round Robin) auf 50 Punkte mit Nachstoß.

## Abschlusstabelle
| MP    | Match Points (Sieger = 2; Unentschieden = 1; Verlierer = 0) |
| Pkte. | Erzielte Karambolagen                                       |
| Aufn. | Benötigte Versuche                                          |
| GD    | Generaldurchschnitt                                         |
| BED   | Bester Einzeldurchschnitt eines Spielers                    |
| HS    | Höchstserie                                                 |
|       | Bester GD des Turniers                                      |
|       | Bester ED des Turniers                                      |
|       | Beste HS des Turniers                                       |
|       | 1. Platz (Gold)                                             |
|       | 2. Platz (Silber)                                           |
|       | 3. Platz (Bronze)                                           |

| 1                          | August Tiedtke (Düsseldorf)     | 14:0 | 350 | 485 | 0,721 | 1,086 | 7 |
| 2                          | Kurt Hartkopf (Solingen)        | 10:4 | 318 | 638 | 0,498 | 0,625 | 7 |
| 3                          | Willy Willems (Solingen)        | 10:4 | 319 | 747 | 0,427 | 0,480 | 5 |
| 4                          | Gert Tiedtke (Düsseldorf)       | 8:6  | 320 | 670 | 0,477 | 0,543 | 4 |
| 5                          | Ernst Halbach (W.-Barmen)       | 8:6  | 313 | 679 | 0,460 | 0,520 | 5 |
| 6                          | Bernhard Herz (Düsseldorf)      | 4:10 | 296 | 748 | 0,395 | 0,549 | 5 |
| 7                          | Karl Conen (Immigrath)          | 2:12 | 252 | 724 | 0,348 | 0,364 | 5 |
| 8                          | Siegfried Spielmann (Immigrath) | 0:14 | 244 | 713 | 0,342 | –     | 4 |
| Turnierdurchschnitt: 0,497 |                                 |      |     |     |       |       |   |